# Lamenia leucoptera
Lamenia leucoptera är en insektsart som först beskrevs av George Willis Kirkaldy 1906.  Lamenia leucoptera ingår i släktet Lamenia och familjen Derbidae. Inga underarter finns listade i Catalogue of Life.